# Chasmatophyllum maninum
Chasmatophyllum maninum är en isörtsväxtart som beskrevs av L. Bol. Chasmatophyllum maninum ingår i släktet Chasmatophyllum och familjen isörtsväxter. Inga underarter finns listade i Catalogue of Life.